# Homoneura notata
Homoneura notata är en tvåvingeart som först beskrevs av Fallen 1820.  Homoneura notata ingår i släktet Homoneura och familjen lövflugor. Arten är reproducerande i Sverige. Inga underarter finns listade i Catalogue of Life.